# Hans Holtegaard
Hans Holtegaard (født Hans Pedersen, 5. august 1952 i Nørhalne, død 26. juni 2021) var en dansk skuespiller og musiker.
Hans Holtegaard var oprindeligt uddannet elektriker. I 1973 var han med til at stifte det nordjyske comedy-orkester Slåbrock Band sammen med Alex Gullach og Kjeld Torbjørn, hvori han fungerede som sanger og trommeslager. Hans Holtegaard medvirkede i perioden 1977-1982 på tre pladeudgivelser sammen med Slåbrock band.
Efter tiden i Slåbrock Band påbegyndte Hans Holtegaard sin skuespillerkarriere. Han har deltaget i flere revyer, haft forskellige små roller på film og har i en årrække haft tilknytning til Vendsyssel Teater.

## Filmografi

### Film
| År   | Titel                         | Rolle | Noter |
| ---- | ----------------------------- | ----- | ----- |
| 1993 | Hjælp - Min datter vil giftes |       |       |
| 2007 | Vikaren                       |       |       |
| 2008 | Gaven                         |       |       |
| 2012 | Hvidsten Gruppen              |       |       |
| 2013 | MGP Missionen                 |       |       |
| 2015 | Sommeren '92                  |       |       |
| 2018 | Den tid på året               |       |       |

### Tv-serier
| År        | Titel               | Rolle  | Noter        |
| --------- | ------------------- | ------ | ------------ |
| 1988      | Manden fra Mormugao | Fisker |              |
| 1996-1997 | Bryggeren           |        |              |
| 2011      | Ludvig & Julemanden |        | Julekalender |
| 2015.     | Nordskov (tv-serie) | HC.    | Serie        |